# Футс Крик (Орегон)
Футс Крик (енгл. Foots Creek) насељено је место без административног статуса у америчкој савезној држави Орегон.

## Демографија
По попису из 2010. године број становника је 799.
| Група             | 2000.    | 2010.       |
| Белци             | 0 (0,0%) | 748 (93,6%) |
| Афроамериканци    | 0 (0,0%) | 0 (0,0%)    |
| Азијати           | 0 (0,0%) | 3 (0,4%)    |
| Хиспаноамериканци | 0 (0,0%) | 17 (2,1%)   |
| Укупно            | 0        | 799         |